# Miloslav Netušil
Miloslav Netušil (20. února 1946 Chomutov – 12. července 2023) byl československý reprezentant ve sportovní gymnastice, trojnásobný olympionik.

## Život
Roku 1964 odmaturoval na SPŠS Chomutov a roku 1980 promoval na fakultě tělovýchovy Univerzity Karlovy.
Sportovní kariéru zahájil pod vedením trenéra Heřmánka v TJ Slavoj Chomutov. Vojenská základní služba v letech 1965–1967 jej přivedla do DUKLA Praha (trenér F. Daniš, trojnásobný účastník OH). Po ukončení aktivní reprezentace přešel na post reprezentačního trenéra ČSSR, kde setrval do roku 1989. Trénoval celkem 10 let – 2,5 olympijského cyklu.
Po roce 1989 začal pracovat s mládeží na všech úrovních (od přípravek po reprezentanty) v TJ SK Hradčany Praha a v letech 2004–2008 se vrátil znovu na pozici reprezentačního trenéra České republiky. Po celou působil i jako mezinárodní rozhodčí sportovní gymnastiky. V roce 2008 odešel do sportovního důchodu.

## Sportovní úspěchy
- Mistrovství republiky (ČSSR) v letech 1967–1977
- 5× absolutní mistr republiky
- 18× mistr republiky v jednotlivých discipínách
- Mistrovství Evropy – 4× účastník, 2× páté místo
- Mistrovství světa – 2× účastník
- Letní olympijské hry 1968 – 4. místo ve družstvech
- Letní olympijské hry 1972 – odstoupil pro zranění
- Letní olympijské hry 1976 – 5. místo ve cvičení na bradlech